# 北海道道611号瑞穂東川線

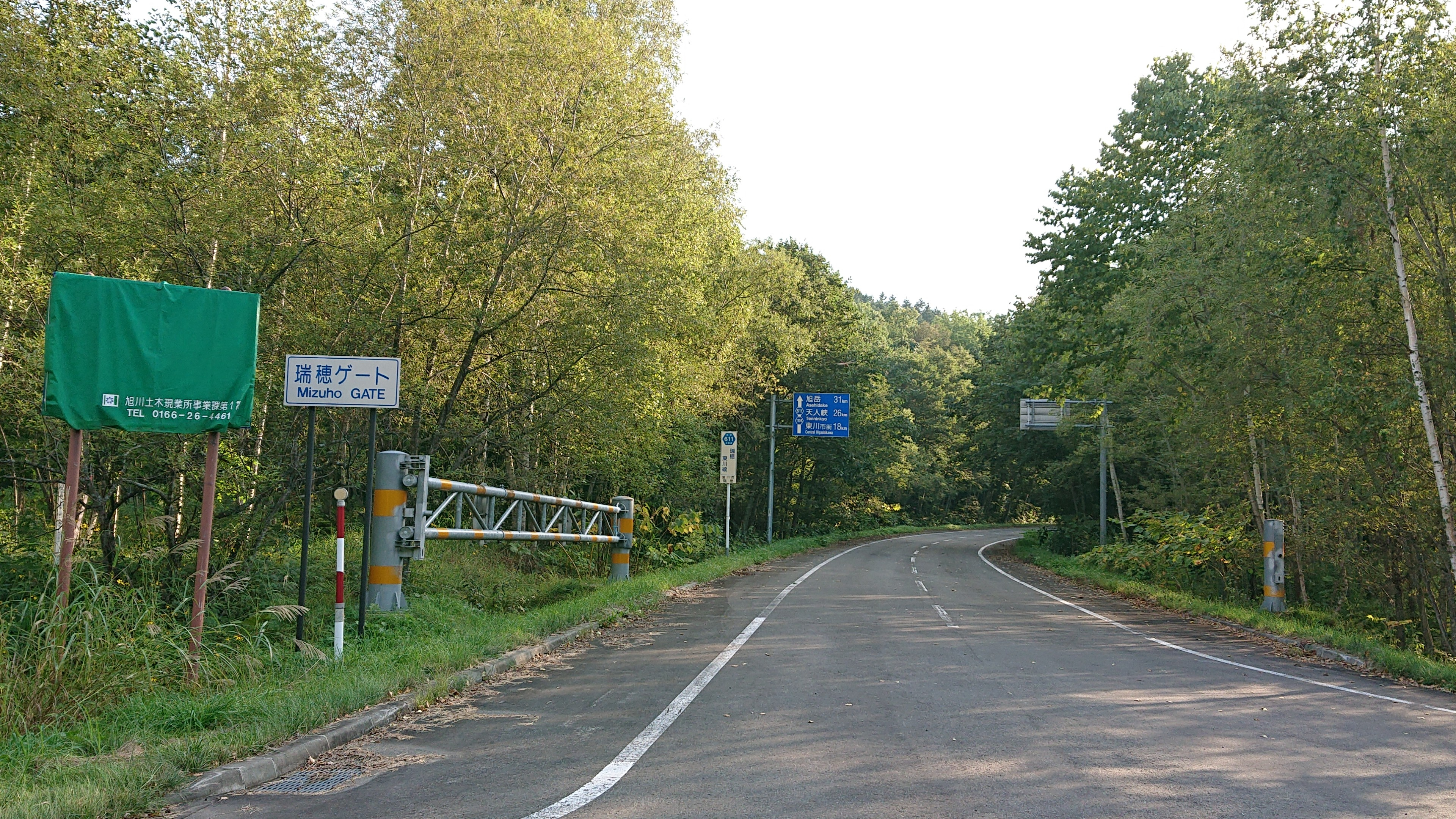
瑞穂ゲート（旭川市東旭川町瑞穂）

北海道道611号瑞穂東川線（ほっかいどうどう611ごう みずほひがしかわせん）は、北海道旭川市と上川郡東川町を結ぶ一般道道（北海道道）である。

## 概要

### 路線データ
- 起点：北海道旭川市東旭川町瑞穂（北海道道295号瑞穂旭川停車場線交点）
- 終点：北海道上川郡東川町北町1丁目（北海道道294号東川東神楽旭川線・北海道道1160号旭川旭岳温泉線交点）
- 総延長：20.652 km
- 実延長：20.641 km
- 重用延長：0.011 km

### 道路管理者
- 上川総合振興局 旭川建設管理部 事業課

## 歴史
- 1968年（昭和43年）3月30日 - 路線認定[1]。

## 路線状況

### 道路施設

#### 主な橋梁
- 倉沼大橋（52 m、倉沼川、東川町）

## 地理

### 通過する自治体
- 上川総合振興局
  - 旭川市
  - 上川郡東川町

### 交差する道路
旭川市
- 北海道道295号瑞穂旭川停車場線 - 東旭川町瑞穂（起点）

東川町
- 北海道道1116号富良野上川線 - 北7線
- 北海道道940号東川旭川線 - 西4号北
- 北海道道294号東川東神楽旭川線 - 北町1丁目（終点）
- 北海道道1160号旭川旭岳温泉線 - 北町1丁目（終点）

### 沿線にある施設など
旭川市
- 旭川市21世紀の森

東川町
- 東川町立東川第二小学校
- 東川町立東川小学校
- 東川町役場
- 東川町立東川中学校
- 東川町立東川小学校